# 2294 Andronikov
2294 Andronikov este un asteroid din centura principală, descoperit pe 14 august 1977 de Nikolai Cernîh.